# Herb Stargardu
Herb Stargardu – jeden z symboli miasta Stargard w postaci herbu.

## Wygląd i symbolika
Herb przedstawia na tarczy podzielonej w słup w polu prawym na białym tle czerwonego wspiętego gryfa pomorskiego z uniesioną lewą łapą, natomiast w polu lewym na białym tle błękitną wstęgę w lewy skos, symbolizującą rzekę Inę.
Czerwony gryf na białym polu symbolizuje dawną przynależność Stargardu do księstwa pomorskiego.

## Historia
Współczesny herb Stargardu znacząco różni się od jego wcześniejszych wersji. W średniowieczu na tarczy herbowej widniał zamek (w XIII wieku miał on trzy wieże, zaś stulecie później – dwie), pod którym umieszczono gryfa i tarczę. Oryginalna pieczęć z herbem została utracona. W związku z tym w 1913 opracowano nowy herb: dwie tarcze (jedną z gryfem, drugą z poziomym pasem na jasnym polu) i Bramą Młyńską na górze. Wkrótce powstała jego uproszczona wersja, stosowana nieoficjalnie, a następnie już jako oficjalny symbol miasta.

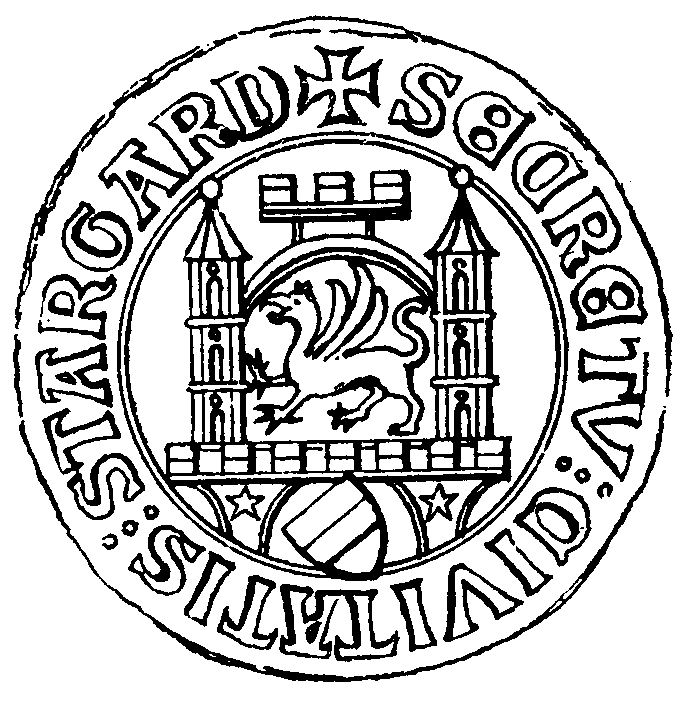
Przypuszczalny wizerunek historycznej pieczęci miasta
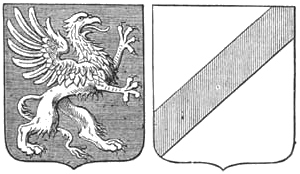
Herb z dwiema tarczami z 1913 roku
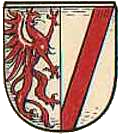
Uproszczona wersja herbu sprzed II wojny światowej